# Ingenious devices
Ingenious devices is een studioalbum van Big Big Train.

## Inleiding
Het album bevat op anderhalve minuut na geen nieuwe muziek. Leider Gregory Spawton zag door meer financiële armslag de mogelijkheid om een drietal liedjes een nieuw en uitgebreider arrangement geven. Ze hebben een gezamenlijk thema, de technische vooruitgang van de mens. Het eerste East coast rider (trein), dat afkomstig is van English Electric Part Two was in de loop der jaren al voorzien van een nieuw slot. Toetsenist Danny Manners, gitarist Dave Gregory en zanger David Longdon maakten er een ander nummer van. In de ogen van Spawton kon Brooklands (2015, raceauto) van Folklore ook wel een opknapbeurt gebruiken. Van de drie tracks werd Voyager (Voyager 1) van Grand tour al opgenomen met een groter budget; er was geld voor een strijkorkestje. Opzet was de drie nummers in zijn geheel opnieuw op te nemen. Voordat die een aanvang kon nemen overleed zanger David Longdon. Als gevolg daarvan werd het treinnummer opnieuw ingespeeld, Longdons stem werd vanuit andere opnamen gehaald. De raceauto werd deels opnieuw opgenomen met strijkorkestje. Deze twee nummers en Voyager werden opnieuw gemixt.
Toegevoegd werden track 2 en 5. Track 5 Atlantic cable (communicatiekabel) is afkomstig van Common ground werd opgenomen tijdens een concert in september 2022, waarbij een nieuwe samenstelling van de band is te horen na het overlijden van Longdon en vertrek van onder andere Gregory.   
De platenhoes was opnieuw van Sarah Ewing en Steve Vantsis.

## Musici

### Big Big Train (tracks 1,3,4)
- Nick D'Virgilio – drumstel, percussie, zang
- Dave Gregory – gitaar
- Rachel Hall – viool, zang
- David Longdon – zang, dwarsfluit
- Danny Manners – toetsinstrumenten
- Rikard Sjöblom – gitaar, zang
- Gregory Spawton – basgitaar, baspedalen
- Dave Desmond – trombone
- Ben Godfrey – trompet, kornet
- Nick Stones – hoorn
- John Storey – eufonium
- Jon Truscott – tuba
- Abbey Road string section

### Big Big Train (track 2, 5)
- Alberto Bravin – zang, toetsinstrumenten
- Nick D'Virgilio – drumstel, zang
- Dave Foster – gitaar
- Oskar Holldorff – toetsinstrumenten
- Clare Lindley – viool, zang
- Rikard Sjöblom – gitaar, toetsinstrumenten, zang
- Gregory Spawton – basgitaar, basgitaren
- koperarrangementen van Dave Desmond

## Muziek
| Nr. | Titel                         | Duur  |
| --- | ----------------------------- | ----- |
| 1.  | East Coast Rider              | 15:52 |
| 2.  | The book of ingenious devices | 1:23  |
| 3.  | Brooklands                    | 12:29 |
| 4.  | Voyager                       | 14;10 |
| 5.  | Atlantic cable                | 15:24 |

## Nasleep
Na uitgifte van het album kwam het bericht dat Big Big Train een platencontract kreeg bij het platenlabel InsideOut Music. Ook deed Big Big Train Cultuurpodium Boerderij aan tijdens een nieuwe tournee (The journey continues). Foster is dan alweer ingewisseld voor de Italiaanse gitariste Maria Barbieri.